# Galaxy 12
Galaxy 12 ist ein kommerzieller Kommunikationssatellit des Satellitenbetreibers Intelsat aus der Galaxy-Flotte.

## Technische Daten
Im Frühjahr 2001 beauftragte der Satellitenbetreiber PanAmSat die Orbital Sciences Corporation, einen neuen Kommunikationssatelliten für deren Flotte zu fertigen. OSC baute den Satelliten auf Basis ihres GeoStar-Satellitenbusses. Er besitzt 24 C-Band-Transponder, eine geplante Lebensdauer von 15 Jahren und wird durch Solarmodule und Batterien mit Strom versorgt. Des Weiteren ist er dreiachsenstabilisiert und wiegt ca. 1,7 Tonnen. Er ist baugleich mit Galaxy 14 und Galaxy 15.

## Missionsverlauf
Galaxy 12 wurde am 9. April 2003 mit einer Ariane-5-Trägerrakete vom Raumfahrtzentrum Guayana zusammen mit Insat-3A in einen geostationären Transferorbit gebracht. Von dort aus erreichte er seine geosynchrone Umlaufbahn durch Zünden seines Bordmotors, wo er bei 129° West stationiert wurde. Er kann in Nordamerika, Mittelamerika, Hawaii und der Karibik empfangen werden.